# اوور-سو-مون‌فوکون
اوور-سو-مون‌فوکون (به فرانسوی: Auvers-sous-Montfaucon) یک کمون در فرانسه است که در سارت (فرانسه) واقع شده‌است. اوور-سو-مون‌فوکون ۸ کیلومتر مربع مساحت دارد.